# Regionale 2008
Die Regionale 2008 oder EuRegionale 2008 wurde in der Dreiländerregion Aachen/Belgien/Niederlande ausgerichtet. Beteiligt waren neben der Stadt Aachen die Kreise Aachen, Düren, Heinsberg, Euskirchen, die Parkstad Limburg, das Gewest Maastricht en Mergelland und die Deutschsprachige Gemeinschaft Belgiens.
Um die strukturelle Entwicklung zu fördern, bietet das Land Nordrhein-Westfalen im zweijährlichen Rhythmus – nach 2010 im dreijährlichen Rhythmus – einer Region die Möglichkeit, sich mit wegweisenden Projekten zu präsentieren. Vorgängerregionale war die Regionale 2006, Nachfolgerin die Regionale 2010. Am 17. November 2002 wurde die EuRegionale 2008 Agentur GmbH in Aachen gegründet.
Projekte waren beispielsweise der Umbau der Halde Carl-Alexander in Baesweiler zu einem Freizeit-, Spiel- und Erlebnispark, der Bau künstlerisch gestalteter Brücken im Wurmtal, die interkommunale Zusammenarbeit im Indeland einschließlich des Baus einer Aussichtsplattform auf den Tagebau – des Indemanns. Am Eschweiler Blausteinsee entstand eine kleine Seebühne. Ausgehend vom Lousberg in Aachen wurde ein 45 km langer Weißer Weg vom Pferdelandpark durch den Müschpark in der Soers über die Stadt Herzogenrath bis hin ins niederländische Kerkrade angelegt. Er zeichnet sich immer wieder durch weiße Elemente aus, z. B. Landmarken, Zäune und Gebäude, aber auch durch Pflanzen, die zu verschiedenen Jahreszeiten weiß blühen.
Rund um den Dreiländerpunkt entstand das Wanderwegenetz Grenzrouten unter Beteiligung der niederländischen Gemeinde Vaals und der belgischen Gemeinden Plombières und Kelmis, welches vor allem die in diesem Abschnitt noch vorhandenen Befestigungsanlagen des Aachener Landgrabens entlang der historischen Grenzen des ehemaligen Aachener Reiches sowie den belgisch-niederländischen Grenzverlauf und das Gebiet von Neutral-Moresnet erfasst.
Der Heidenaturpark zwischen den Gemeinden Gangelt (D), Brunssum (NL) und Teveren (NL) verbindet drei landschaftlich verschiedene Heideflächen. Über das gesamte Gebiet der ehemaligen Zechenlandschaften der grenznahen Gebiete von Belgien, den Niederlanden und Deutschland entstanden im Rahmen des Interreg-Projektes Grün-/Metropolroute zwei miteinander verflochtene, entweder mit dem Fahrrad (Grünroute) oder dem Auto (Metropolroute) zu erlebende, in allen Ländern einheitlich ausgeschilderte Verbindungen. An allen Stationen dieses Netzes erfährt der Besucher auf Hinweistafeln mehr über die Geschichte des Bergbaus und anderer historischer Industrien der Dreiländerregion.
In der Aachener Innenstadt entstand bis zum Karlsjahr 2014 die Route Charlemagne, eine Kultur-Route durch die Aachener Altstadt zu Bauwerken, die mit Karl dem Großen oder mit seinem Wirken in Beziehung stehen und gleichzeitig auch Themen repräsentieren, die für die Geschichte der Stadt Aachen von Bedeutung sind.
Das Jahr 2008 war geprägt von einem umfangreichen Veranstaltungsprogramm in der gesamten Region und an allen Projektstandorten wie beispielsweise das Kulturfestival Across the borders. Alle Projekte werden im Sinne der Nachhaltigkeit weiter gepflegt und vielfach mit regelmäßigen Veranstaltungen bespielt.